# Vieux-Boulogne
El Vieux-Boulogne (també conegut com a sablé du Boulonnais) és un formatge francès fet amb llet de vaca no pasteuritzada, amb una pasta premsada. És originari de la regió del Pas de Calais, al voltant de Boulogne-sur-Mer.

## Un formatge artesanal
Es tracta d'un formatge artesanal de forma quadrada amb 11 cm de costat i 4 cm de gruix. Pesa al voltant de 500 grams. La pasta és tova i elàstica, amb forats que provenen de la fermentació. La crosta és d'un vermell ataronjat gràcies al fet que és rentat de manera regular amb cervesa de Saint-Léonard mentre s'elabora. Aquest formatge es sala i s'afina de 7 a 9 setmanes.
Gairebé oblidat, el Vieux-Boulogne se'n va reprendre l'elaboració gràcies a tres artesans formatgers, amb llet de vaques criades entre el Blanc-Nez i Gris-Nez, que mengen una herba específica gràcies als vents i les boires marines.

## Unbouquetsingular
El Vieux-Boulogne és conegut per la forta olor, fins i tot s'ha testat científicament que és el formatge més olorós de tots els que han pogut analitzar amb un nas electrònic i un grup de 19 degustadors. L'origen d'aquesta olor és la reacció bioquímica de la cervesa sobre el formatge.